# Skolväsendets överklagandenämnd
Skolväsendets överklagandenämnd (nämnden) är en myndighet i Sverige bildad 1991. Nämnden ska pröva vissa överklagade beslut på skolväsendets område.
Nämnden är en så kallad nämndmyndighet med säte i Stockholm. Sedan den 1 oktober 2008 är Statens skolinspektion värdmyndighet för nämnden och ska sörja för kansliresurser. Ordförande för nämnden är rådmannen Elin Carbell Brunner.
Av nämndens instruktion framgår bland annat att nämnden består av sex ordinarie ledamöter och högst två ersättare för dessa. Ledamöterna och ersättarna utses av regeringen. Nämndens ordförande får på nämndens vägnar fatta beslut i ärenden som inte är principiellt viktiga. Övriga ärenden avgörs vid nämndens sammanträden.
De frågor som nämnden prövar avgjordes tidigare av regeringen, Skolöverstyrelsen (SÖ) och länsskolnämnderna. När SÖ och länsskolnämnderna lades ner, uppstod behov av en instans som på ett domstolsliknande sätt kunde överpröva sådana beslut av skolhuvudmännen som bedömdes vara särskilt viktiga för enskilda elever. Nämndens verksamhet regleras dels i skollagen (2010:800), dels i den instruktion som regeringen beslutat (2007:948). Nämnden fungerar också som remissinstans i samband med ny lagstiftning, främst inom skolområdet.
De i särklass största ärendegrupperna gäller beslut om skolplaceringar och beslut om särskilt stöd (främst åtgärdsprogram).
Nämndens beslut får inte överklagas.